# ジブラルタル戦争記念碑
ジブラルタル戦争記念碑（ジブラルタルせんそうきねんひ、英: Gibraltar War Memorial）は、イギリスの海外領土であるジブラルタルのリン・ウォール・ロードにある第一次世界大戦の記念碑。イギリス戦争記念碑とも呼ばれ、スペインの Jose Piquet Catoli が制作して1923年に除幕された。1921年に造られた遊歩道にあるこの記念碑の近くには、いくつかの記念額やクリミア戦争で鹵獲された2門のロシア製の大砲が置かれている。

## 歴史

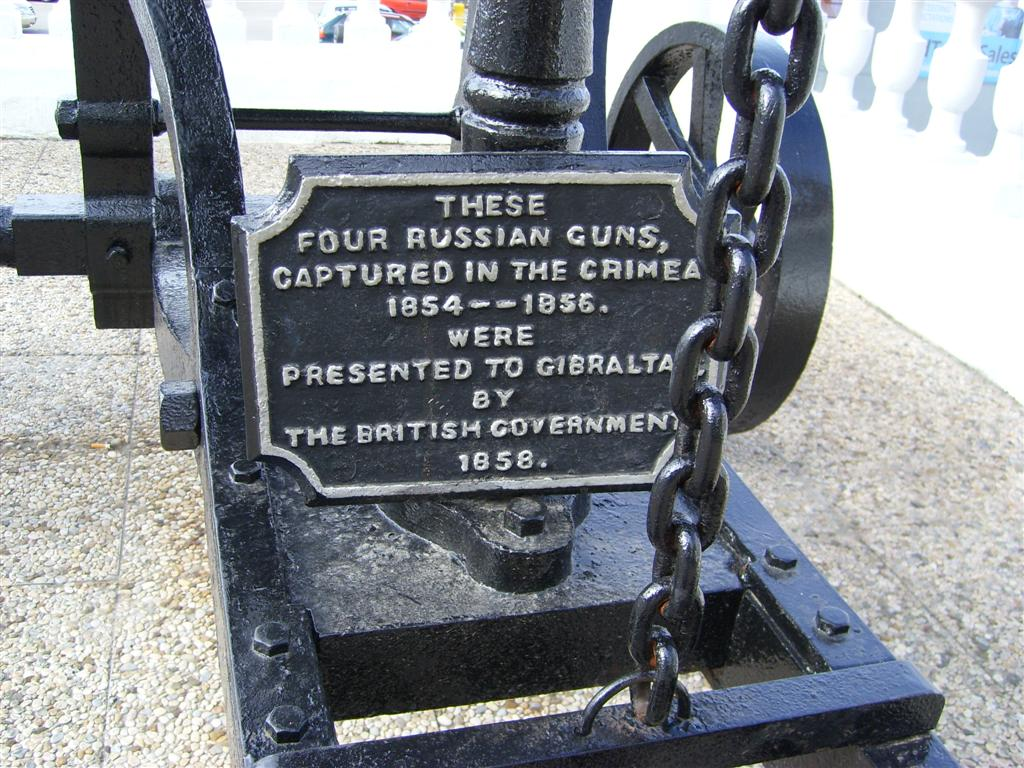
ロシア製大砲の記念額

イギリス戦争記念碑とも呼ばれるジブラルタル戦争記念碑は、イベリア半島南端のイギリスの海外領土であるジブラルタルのリン・ウォール・ロードの西にある。第一次世界大戦の終結を祝うこの記念碑は、スペイン・バルセロナの Jose Piquet Catoli がカッラーラの大理石を彫刻して制作した。そして1923年9月27日に行なわれた式典で、ジブラルタル総督チャールズ・モンロー卿（1860年-1929年）が除幕した。碑文にはこう刻まれている。「大戦の間、王と国のために命を犠牲にした、ジブラルタル海峡哨戒の全ての士官と水兵を追悼する。」

この記念碑がある場所は遊歩道と階段になっており、いくつかの記念額を掲げたジョン・マッキントッシュ・スクエアとシティ・ホールの西にあたる。ある記念額にはこう刻まれている：「ジブラルタルと海峡哨戒の英雄たちへ。1914-1918 この記念額はアルゼンチン在住のジブラルタル人（ジブラルタリアン）協会によって捧げられた。」別の記念額にはこう刻まれている：

この遊歩道と階段は、ホラス・ロックウッド・スミス・ドリアン将軍閣下 G.C.B., G.C.M.G., D.S.O. が統治の下、1921年に建設された。これらは閣下がジブラルタルの人々の幸福に配慮されたことの記念となるものである。

スミス＝ドリアン（1858年-1930年）は1918年から1923年の間、ジブラルタル総督を務めた。彼は1921年にジブラルタル住人のため、リン・ウォール・ロードに沿って遊歩道と階段を建設した。3番目の記念額にはこう刻まれている：

1940年-1944年の間、敵に占領された欧州大陸からベルギー人たちを匿い、自由のための共闘へと送り出してくれた温情と理解に対し、深い感謝の意を表し、ベルギーはこの記念額をジブラルタルの要塞に捧げる。1945年7月21日

記念碑の近くに、クリミア戦争（1854年-1856年）中に鹵獲したロシア製の大砲が2門置かれている。碑銘にはこう刻まれている：「これら4門のロシア製の大砲は、クリミアで1854年-1856年に鹵獲され、1858年にイギリス政府からジブラルタルに譲られた。」その4門の大砲は1858年に、その戦争の備えとしてジブラルタルに譲られたものである。それらのうち2門は、アラメダ庭園の入口に置かれている。

## 脚注

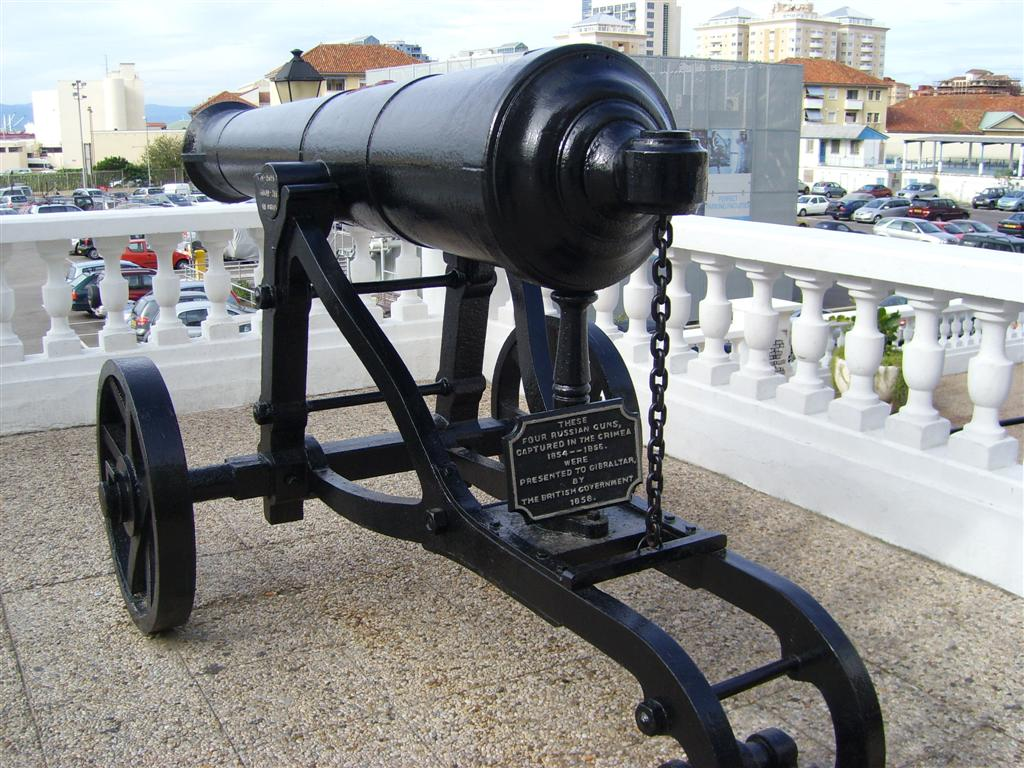
クリミア戦争で鹵獲されたロシア製の大砲